# Grondmorene
Met grondmorene wordt het sediment bedoeld dat door gletsjers en ijskappen wordt meegevoerd en onder het ijs wordt afgezet.
Grondmorenes bestaan vaak uit allochtoon materiaal, maar lokale omgewerkte sedimenten kunnen ook voorkomen. In Nederland wordt de term keileem gebruikt voor grondmorene. Deze keileem is bijvoorbeeld te vinden in de provincie Drenthe en langs de flanken van stuwwallen, zoals de Utrechtse Heuvelrug. Ze zijn gevormd tijdens het Saalien, het voorlaatste glaciaal. In de keileem zijn veel zwerfstenen uit Scandinavië te vinden, die bestaan uit granieten metamorf gesteente.